# Fundy nationalpark
Fundy nationalpark är en nationalpark i New Brunswick, Kanada, belägen vid kusten till Bay of Fundy, en havsvik känd för sitt höga tidvatten. Parken inrättades 1948 och omfattar en yta på ungefär 207 kvadratkilometer. Närmaste samhälle är Alma och närmaste större stad är Moncton.

## Historia

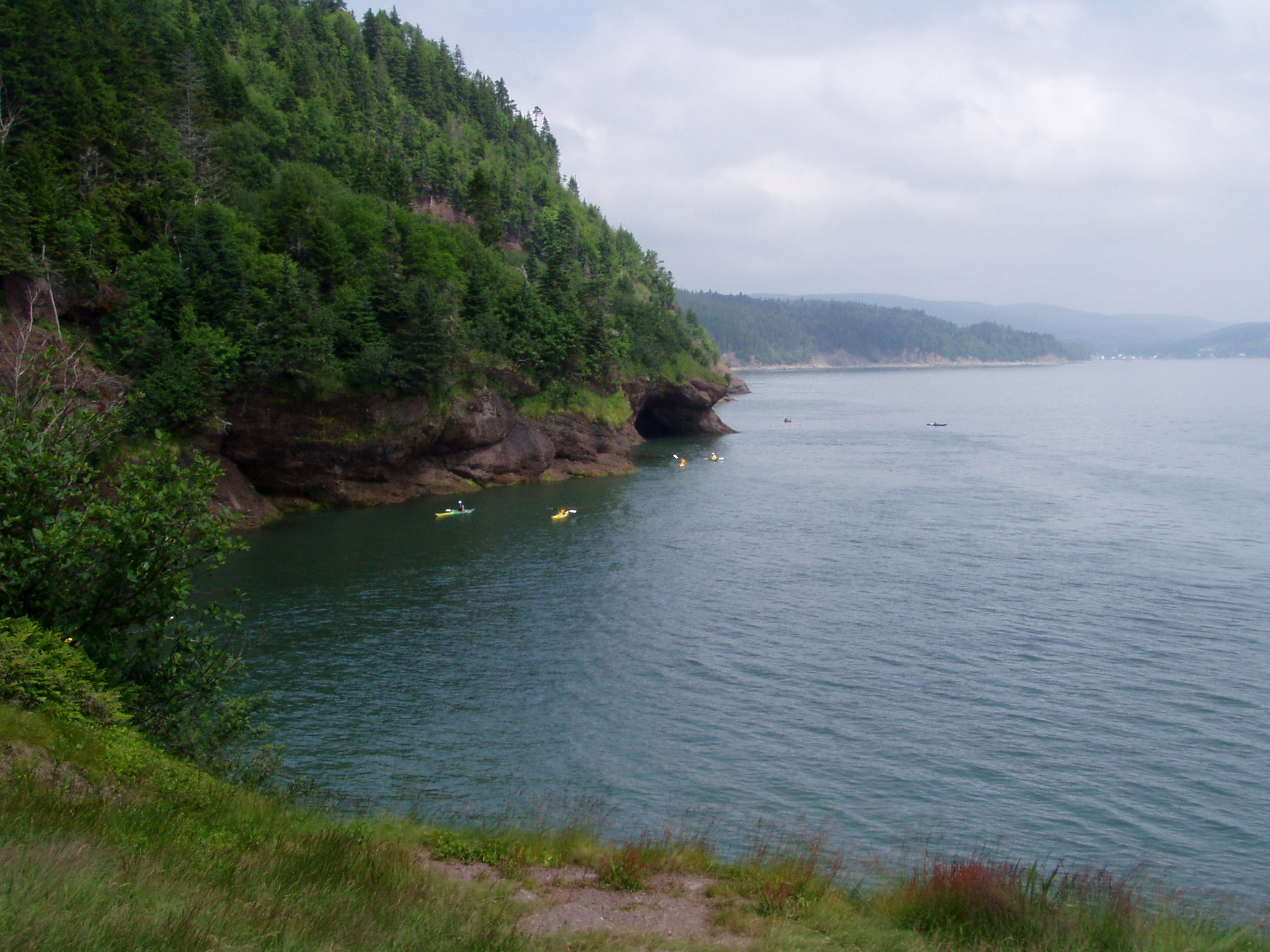
Matthews Head

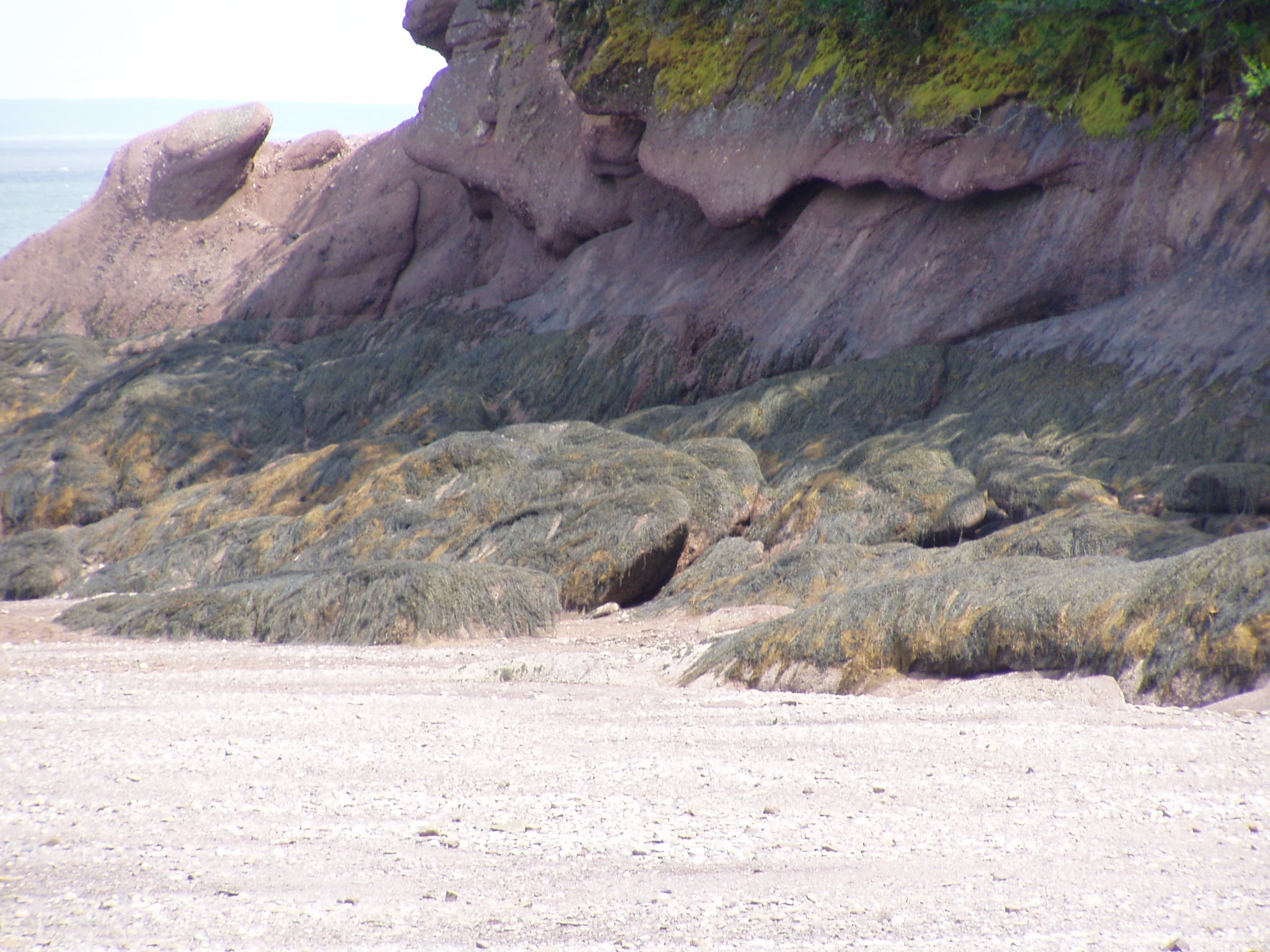
Herring Cove

Fundy nationalpark ligger mellan två större floders vattensystem, Saint John River och Petitcodiac. Fynd tyder på att dessa vattenvägar har använts av ursprungsbefolkningen och har ingått i inlandsrutter, där man bitvis transporterat farkosten över land för att undvika hinder i farleden. För passering av det område som idag utgör själva nationalparken finns få belägg, vilket kan tyda på att den ogästvänliga kusten inte var en föredragen resväg.
Först 1825 inleddes europeiska bosättningar i området, fastän akadiska bosättare hade anlänt till närliggande områden redan på 1600-talet, där också mi'kmaq och wolastoqiyik, tillhörande Kanadas First Nations, fanns sedan långt tidigare. Den outnyttjade vildmarken i Fundy befanns efter detta snart ge en god tillgång till virke för växande städer som Saint John. Flera små bosättningar grundades inom den nuvarande nationalparkens gränser och under 1800-talet var sågverk, varvsindustri och fiske livaktiga näringar i trakten. Dessa samhällen låg ofta vid kusten, medan bosättningar längre inåt landet oftare grundades på jordbruk. Förhållandena för jordbruk på höglandet var dock inte de bästa och dessa bosättningar misslyckades därför ofta och övergavs.
I slutet på 1800-talet började den goda tillgången på virke att minska. Sågverkens aktiviteter hade också påverkat floderna och kustområdena negativt och även fiskbeståndet minskade. Områdets ekonomiska förutsättningar försämrades och befolkningen minskade. 1922 lades områdets sista större verksamheter inom den tidigare virkesindustrin ner.

## Geografi

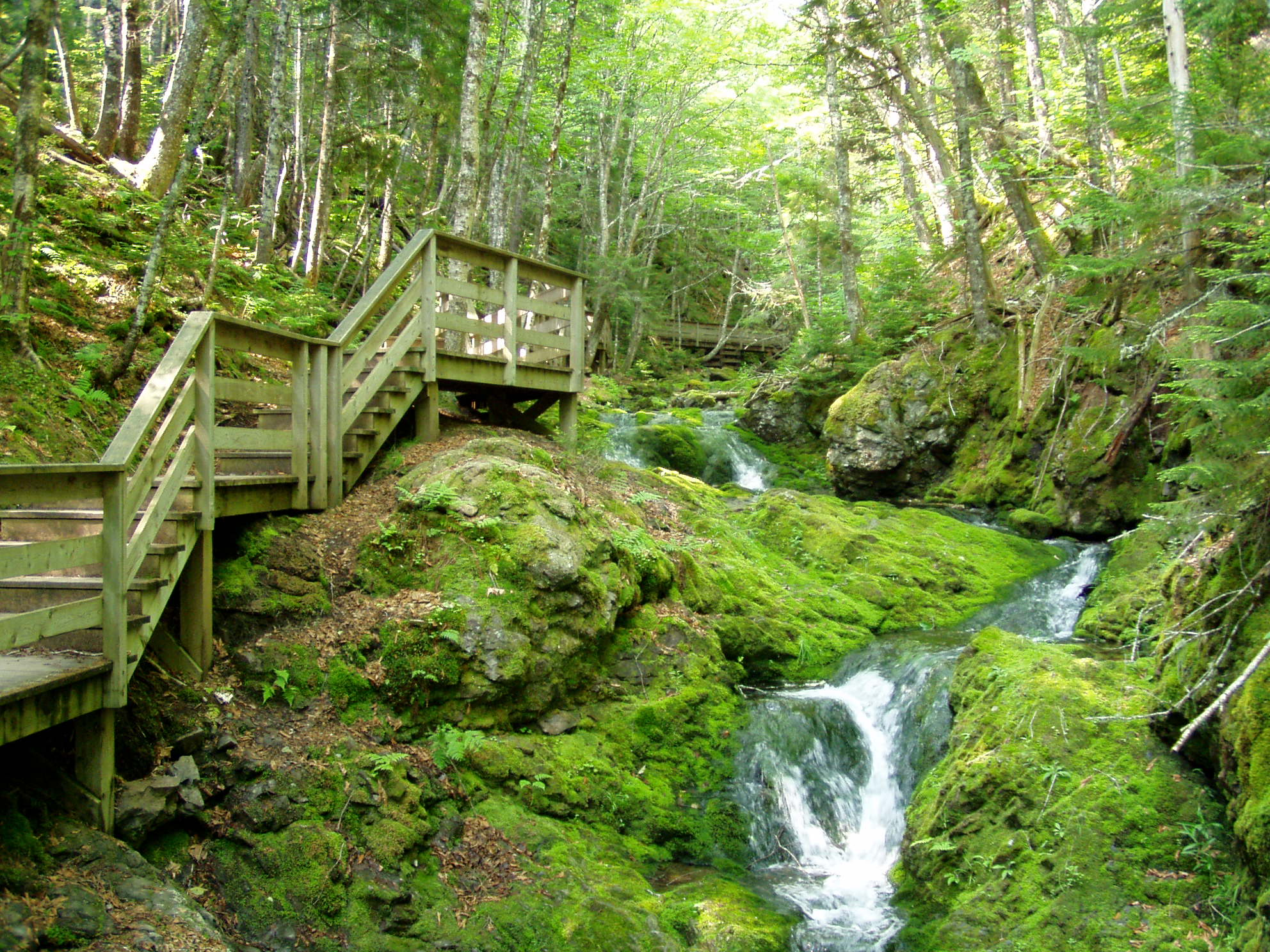
Dickson Falls

Från kustområdena vid Bay of Fundy stiger landet inåt och Fundy nationalpark gränsar österut till en högplatå som är en del av de närliggande Appalacherna. Naturen består av kustnära skogar, klippiga stränder och våtmarker. Den stora skillnaden mellan högvatten och lågvatten blottlägger på sina ställen regelbundet dyiga bottnar. Detta indelar parken i två huvudsakliga områden, de marina tidvattenpåverkade kusttrakterna och det inre skogklädda höglandet. Det finns också flera vattenfall i parken.

## Djur och växter

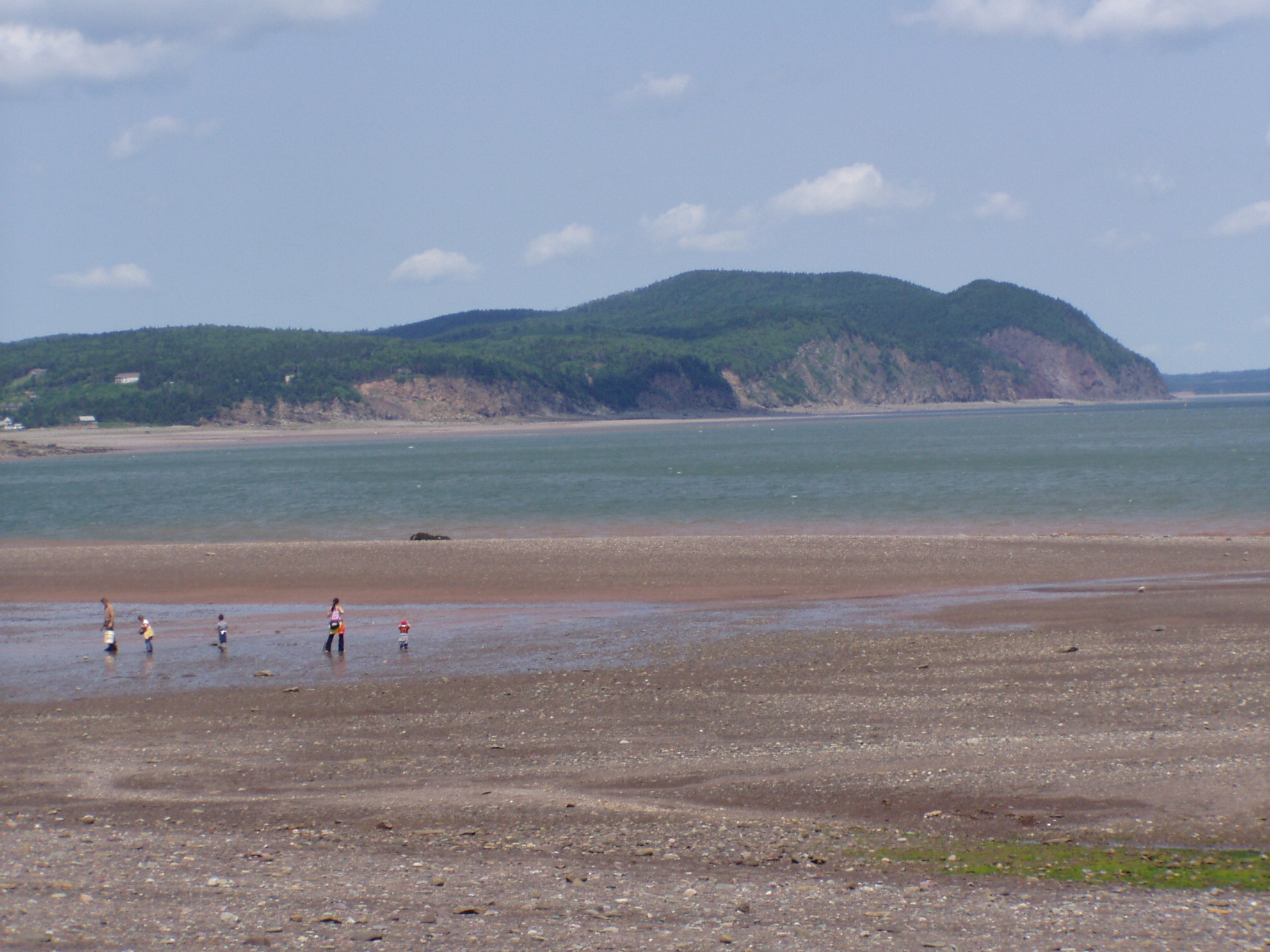
Lågvatten vid Alma

Förhållandena i tidvattenzonen, med omväxlande salthalt och utsatthet för sol, vågor, väder och vind ställer höga krav på växter och djur, men livet där är ändå mycket rikt. I de dyiga bottnarna gömmer sig många kräftdjur, blötdjur och maskar som kan utgöra föda för olika vadarfåglar. Våtmarker som påverkas av salt vatten domineras av salttåliga gräs och fåglar som håller till här är änder, gäss och hägrar. Pilgrimsfalk häckar vid klippiga stränder och i sådana områden växer också rosenrot.